# Saison 1978-1979 de l'Amicale de Lucé
Maillots
Chronologie
Saison 1977-1978 Saison 1979-1980
La saison 1978-1979 de l'Amicale de Lucé constitue le troisième exercice sportif consécutif du club en deuxième division.
L'équipe, toujours dirigée par l'ex-international français André Grillon, perd trois milieux de terrain titulaire de la saison précédente. Le début de championnat est équilibré avec trois victoires, autant de nuls et deux défaites au terme des huit premières journées. Mais le mois d'octobre noircit le tableau avec huit revers consécutifs, avant autant de succès de suite entre mi-novembre et fin décembre. Au terme de la phase aller, l'Amicale emmenée par son attaquant Ramón Ramírez est à une satisfaisante septième place.
La phase retour est moins réussie avec seulement deux victoires jusqu'à la 26e journée, entraînant la descente en deuxième partie de classement. L'équipe relève la tête dans le dernier quart de la compétition. Quatre victoires pour cinq défaites déterminent la onzième place finale des Lucéens, jamais relégables ni en position de monter durant l'exercice.
En Coupe de France, après le parcours jusqu'en seizièmes de finale la saison précédente, Lucé se fait sortir dès son second match. Après s'être imposé chez l'Olympique Saint-Quentin (D3, 1-4), l'ALF perd au septième tour à domicile contre aussi une équipe de troisième division, l'AS Corbeil (0-2).

## Joueurs et encadrement

### Transferts
| Nom               | Destination / provenance |
| Départs           | Départs                  |
| ----------------- | ------------------------ |
| Louis Cordewener  |                          |
| Gérard Gallou     |                          |
| Raynald Guegain   | CS Thonon                |
| Hervé Guermeur    | Stade quimpérois         |
| Gérard Kiffert    |                          |
| André Roland      |                          |
| Arrivées          |                          |
| Joël Auburtin     | Nancy rés.               |
| Thierry Chevalier |                          |
| Pascal Freselle   |                          |
| Marcel Pons       | AS Poissy                |
| Ramón Ramírez     | US Berné                 |

### Encadrement
Le club est dirigé par Jacques Toutay, le président, et son frère Jean, directeur sportif.
L'ex-international français André Grillon est toujours en poste pour la saison 1978-1979.

## Compétitions

### Championnat
| Place | Club             | Pts | MJ | V  | N  | D  | Bp | c  | Diff |
| ----- | ---------------- | --- | -- | -- | -- | -- | -- | -- | ---- |
| 10    | LB Châteauroux   | 33  | 34 | 11 | 11 | 12 | 32 | 36 | -4   |
| 11    | Amicale de Lucé  | 32  | 34 | 13 | 6  | 15 | 41 | 46 | -5   |
| 12    | AS Angoulême     | 31  | 34 | 9  | 13 | 12 | 33 | 36 | -3   |
| 13    | Stade quimpérois | 29  | 34 | 11 | 7  | 16 | 46 | 56 | -10  |
| 14    | FC Mulhouse      | 29  | 34 | 11 | 7  | 16 | 33 | 43 | -10  |
| 15    | AAJ Blois        | 28  | 34 | 9  | 10 | 15 | 39 | 57 | -18  |
| 16    | US Boulogne      | 21  | 34 | 7  | 7  | 20 | 33 | 53 | -20  |
| 17    | US Melun         | 18  | 34 | 6  | 6  | 22 | 28 | 64 | -36  |
| 18    | Amiens SC        | 17  | 34 | 3  | 11 | 20 | 28 | 66 | -38  |

Victoire à 2 points

#### Évolution au classement
| Matchs joués | 01 | 02 | 03 | 04 | 05 | 06 | 07 | 08 | 09 | 10 | 11 | 12 | 13 | 14 | 15 | 16 | 17 | 18 | 19 | 20 | 21 | 22 | 23 | 24 | 25 | 26 | 27 | 28 | 29 | 30 | 31 | 32 | 33 | 34 | Nbr de journées promu | Nbr de journées relégable |
| ------------ | -- | -- | -- | -- | -- | -- | -- | -- | -- | -- | -- | -- | -- | -- | -- | -- | -- | -- | -- | -- | -- | -- | -- | -- | -- | -- | -- | -- | -- | -- | -- | -- | -- | -- | --------------------- | ------------------------- |
| Résultats    | D  | N  | N  | V  | N  | V  | D  | V  | D  | D  | D  | D  | N  | V  | V  | V  | V  | D  | D  | N  | V  | D  | D  | N  | V  | D  | V  | V  | D  | V  | D  | D  | V  | D  | -                     | -                         |
| Nbr pts      | 0  | 1  | 2  | 4  | 5  | 7  | 7  | 9  | 9  | 9  | 9  | 9  | 10 | 12 | 14 | 16 | 18 | 18 | 18 | 19 | 21 | 21 | 21 | 23 | 25 | 25 | 27 | 29 | 29 | 31 | 31 | 31 | 33 | 33 | -                     | -                         |
| Rang         | 12 | 14 | 15 | 9  | 8  | 8  | 9  | 8  | 8  | 9  | 13 | 14 | 15 | 13 | 11 | 11 | 7  | 10 | 10 | 10 | 10 | 10 | 10 | 10 | 10 | 11 | 12 | 11 | 11 | 11 | 9  | 10 | 11 | 11 | -                     | -                         |

### Coupe de France
| 6e tour         | AS Corbeil-Essonnes (D3) | 1 – 4 | Amicale de Lucé |                               |                               |
| 3 décembre 1978 |                          |       |                 | Spectateurs : ? Arbitrage : ? | Spectateurs : ? Arbitrage : ? |
| 3 décembre 1978 | rapport                  |       |                 | Spectateurs : ? Arbitrage : ? | Spectateurs : ? Arbitrage : ? |

| 7e tour          | Amicale de Lucé | 1 – 2 | Olympique Saint-Quentin (D3) |                                                        |                                                        |
| 22 décembre 1978 |                 |       |                              | Stade Jean-Boudrie, Lucé Spectateurs : ? Arbitrage : ? | Stade Jean-Boudrie, Lucé Spectateurs : ? Arbitrage : ? |
| 22 décembre 1978 | rapport         |       |                              | Stade Jean-Boudrie, Lucé Spectateurs : ? Arbitrage : ? | Stade Jean-Boudrie, Lucé Spectateurs : ? Arbitrage : ? |

### Calendrier complet
| Calendrier de la saison 1978-1979 de l'Amicale de Lucé | Calendrier de la saison 1978-1979 de l'Amicale de Lucé | Calendrier de la saison 1978-1979 de l'Amicale de Lucé | Calendrier de la saison 1978-1979 de l'Amicale de Lucé | Calendrier de la saison 1978-1979 de l'Amicale de Lucé | Calendrier de la saison 1978-1979 de l'Amicale de Lucé |
| Date                                                   | Compétition                                            | Domicile                                               | Score                                                  | Extérieur                                              | Buteurs lucéens                                        |
| ------------------------------------------------------ | ------------------------------------------------------ | ------------------------------------------------------ | ------------------------------------------------------ | ------------------------------------------------------ | ------------------------------------------------------ |
| 12 août 1978                                           | Division 2- groupe B - Journée 1                       | FC Mulhouse                                            | 1 - 0                                                  | Lucé                                                   | -                                                      |
| 19 août 1978                                           | D2 - grp. B - J2                                       | Lucé                                                   | 1 - 1                                                  | EA Guingamp                                            | Ramírez                                                |
| 25 août 1978                                           | D2 - grp. B - J3                                       | Amiens SC                                              | 0 - 0                                                  | Lucé                                                   | -                                                      |
| 2 septembre 1978                                       | D2 - grp. B - J4                                       | Lucé                                                   | 3 - 0                                                  | AS Angoulême                                           | Ramírez x2 (3), Pons                                   |
| 9 septembre 1978                                       | D2 - grp. B - J5                                       | US Dunkerque                                           | 2 - 2                                                  | Lucé                                                   | Ramírez (4), Kostic                                    |
| 16 septembre 1978                                      | D2 - grp. B - J6                                       | Lucé                                                   | 1 - 0                                                  | Arago Orléans                                          | Kostic (2)                                             |
| 23 septembre 1978                                      | D2 - grp. B - J7                                       | FC Tours                                               | 2 - 1                                                  | Lucé                                                   | Ramírez (5)                                            |
| 30 septembre 1978                                      | D2 - grp. B - J8                                       | Lucé                                                   | 4 - 1                                                  | FC Rouen                                               | Pons (2), Richard Gisbert x2, Dufoix                   |
| 7 octobre 1978                                         | D2 - grp. B - J9                                       | Stade quimpérois                                       | 2 - 1                                                  | Lucé                                                   | Pons (3)                                               |
| 14 octobre 1978                                        | D2 - grp. B - J10                                      | Stade brestois                                         | 4 - 0                                                  | Lucé                                                   | -                                                      |
| 21 octobre 1978                                        | D2 - grp. B - J11                                      | Lucé                                                   | 0 - 1                                                  | Stade rennais                                          | -                                                      |
| 28 octobre 1978                                        | D2 - grp. B - J12                                      | Limoges FC                                             | 3 - 1                                                  | Lucé                                                   | Ramírez (6)                                            |
| 4 novembre 1978                                        | D2 - grp. B - J13                                      | Lucé                                                   | 1 - 1                                                  | RC Lens                                                | Richard Gisbert (3)                                    |
| 11 novembre 1978                                       | D2 - grp. B - J14                                      | US Grand Boulogne                                      | 1 - 3                                                  | Lucé                                                   | Pons x2 (5), Dufoix (2)                                |
| 18 novembre 1978                                       | D2 - grp. B - J15                                      | Lucé                                                   | 2 - 0                                                  | AAJ Blois                                              | Leroy, Kostic (3)                                      |
| 25 novembre 1978                                       | D2 - grp. B - J16                                      | LB Châteauroux                                         | 0 - 2                                                  | Lucé                                                   | Antoine Corgiatti, Ramírez (7)                         |
| 3 décembre 1978                                        | Coupe de France - 6e tour                              | AS Corbeil-Essonnes                                    | 1 – 4                                                  | Lucé                                                   | ?                                                      |
| 9 décembre 1978                                        | D2 - grp. B - J17                                      | Lucé                                                   | 3 - 1                                                  | US Melun                                               | Ramírez x2 (9), Pons (6)                               |
| 16 décembre 1978                                       | D2 - grp. B - J18                                      | EA Guingamp                                            | 1 - 0                                                  | Lucé                                                   | -                                                      |
| 22 décembre 1978                                       | Coupe de France - 7e tour                              | Lucé                                                   | 1 – 2                                                  | Olympique Saint-Quentin                                | ?                                                      |
| 20 janvier 1979                                        | D2 - grp. B - J20                                      | AS Angoulême                                           | 3 - 0                                                  | Lucé                                                   | -                                                      |
| 27 janvier 1979                                        | D2 - grp. B - J21                                      | Lucé                                                   | 1 - 1                                                  | US Dunkerque                                           | Ramírez (10)                                           |
| 3 février 1979                                         | D2 - grp. B - J22                                      | Arago Orléans                                          | 0 - 1                                                  | Lucé                                                   | Ramírez (11)                                           |
| 24 février 1979                                        | D2 - grp. B - J24                                      | FC Rouen                                               | 4 - 1                                                  | Lucé                                                   | Gisbert (4)                                            |
| 3 mars 1979                                            | D2 - grp. B - J25                                      | Lucé                                                   | 1 - 3                                                  | Stade quimpérois                                       | Ramírez (12)                                           |
| 10 mars 1979                                           | D2 - grp. B - J23                                      | Lucé                                                   | 2 - 2                                                  | FC Tours                                               | Ramírez (13), Dufoix (3)                               |
| 24 mars 1979                                           | D2 - grp. B - J26                                      | Lucé                                                   | 1 - 0                                                  | Stade brestois                                         | Dufoix (4)                                             |
| 31 mars 1979                                           | D2 - grp. B - J27                                      | Stade rennais                                          | 3 - 1                                                  | Lucé                                                   | Dufoix (5)                                             |
| 7 avril 1979                                           | D2 - grp. B - J28                                      | Lucé                                                   | 2 - 0                                                  | Limoges FC                                             | Ramírez x2 (15)                                        |
| 13 avril 1979                                          | D2 - grp. B - J19                                      | Lucé                                                   | 1 - 0                                                  | Amiens SC                                              | Pons (7)                                               |
| 20 avril 1979                                          | D2 - grp. B - J29                                      | RC Lens                                                | 3 - 0                                                  | Lucé                                                   | -                                                      |
| 28 avril 1979                                          | D2 - grp. B - J30                                      | Lucé                                                   | 2 - 0                                                  | US Grand Boulogne                                      | Ramírez (16), Pons (8)                                 |
| 5 mai 1979                                             | D2 - grp. B - J31                                      | AAJ Blois                                              | 3 - 1                                                  | Lucé                                                   | Chevalier                                              |
| 12 mai 1979                                            | D2 - grp. B - J32                                      | Lucé                                                   | 0 - 1                                                  | LB Châteauroux                                         | -                                                      |
| 18 mai 1979                                            | D2 - grp. B - J33                                      | US Melun                                               | 1 - 2                                                  | Lucé                                                   | Dufoix (6), Ramírez (17)                               |
| 26 mai 1979                                            | D2 - grp. B - J34                                      | Lucé                                                   | 0 - 1                                                  | FC Mulhouse                                            | -                                                      |

## Statistiques

### Équipe
| \| Bernhard Boudebza Vincent Goueffic Plissonneau Ben Mustapha Massot Dufoix Gisbert Pons Ramírez \| Équipe-type de Lucé en 1978-1979. |
| Bernhard Boudebza Vincent Goueffic Plissonneau Ben Mustapha Massot Dufoix Gisbert Pons Ramírez                                         |

La saison 1977-1978, l'Amicale de Lucé présente des résultats en dents de scie mais suffisants pour s'accrocher au milieu de tableau. Les Euréliens se classent onzièmes avec un bilan négatif : treize victoires, six matchs nuls et quinze défaites pour 41 buts inscrits et 45 encaissés. Comparé aux deux premières saisons précédents en D2, l'Amicale est à un succès (14 en 1976-1977) et à six buts (47 en 1976-1977) d'égaler ses meilleurs totaux. À l'opposé, Lucé concède son plus grand nombre de victoires et de buts encaissés.
L'équipe perd à quatre reprises au stade Jean-Boudrie en championnat mais gagne autant de fois à l'extérieur. Les treize buts marqués à domicile tranchent avec les seize seulement inscrits en déplacement.
Lors des matchs allers, Lucé présente bilan de trois succès, trois nuls et deux défaites après les huit premières journées. Une série de quatre défaites en octobre casse le tableau tout de même positif à la trêve (7 victoires, 4 nuls et 6 défaites, +5 en différence de buts). Lors de la phase retour, l'Amicale gagne moins (six fois) mais perd davantage (neuf) avec une différence de buts qui s'inverse (16 marqués et 25 encaissés).
| -              | MJ | V  | N | D  | Bp | Bc | Diff |
| -------------- | -- | -- | - | -- | -- | -- | ---- |
| Domicile       | 17 | 9  | 4 | 4  | 25 | 13 | +12  |
| Extérieur      | 17 | 4  | 2 | 11 | 16 | 32 | -16  |
| Division 2     | 34 | 13 | 6 | 15 | 41 | 45 | -4   |
| Matchs allers  | 17 | 7  | 4 | 6  | 25 | 20 | +5   |
| Matchs retours | 17 | 6  | 2 | 9  | 16 | 25 | -9   |

### Joueurs

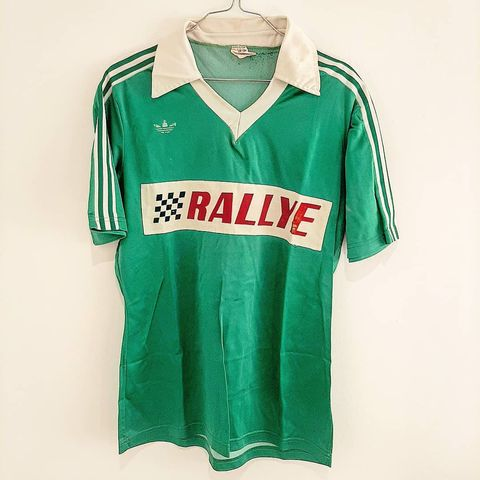
Maillot emblématique des années D2 de Lucé.

Yannick Plissonneau dispute toutes les rencontres de championnat de Division 2, soit 34 matchs. Le gardien Patrick Bernhard et l'attaquant Marcel Pons en rate deux.
La recrue Ramón Ramírez est de loin le meilleur buteur de l'équipe avec dix-sept réalisations (41% des buts lucéens), le second marque moins de la moitié avec huit buts pour Marcel Pons.
| Statistiques individuelles des joueurs | Statistiques individuelles des joueurs | Statistiques individuelles des joueurs | Statistiques individuelles des joueurs | Statistiques individuelles des joueurs | Statistiques individuelles des joueurs | Statistiques individuelles des joueurs | Statistiques individuelles des joueurs |
| Poste                                  | Joueurs                                | Championnat                            | Championnat                            | Coupe de France                        | Coupe de France                        | Total                                  | Total                                  |
| Poste                                  | Joueurs                                | M                                      | B                                      | M                                      | B                                      | M                                      | B                                      |
| -------------------------------------- | -------------------------------------- | -------------------------------------- | -------------------------------------- | -------------------------------------- | -------------------------------------- | -------------------------------------- | -------------------------------------- |
| G                                      | Patrick Bernhard                       | 32                                     | -                                      | ?                                      | -                                      | 32                                     | 0                                      |
| G                                      | Pascal Freselle                        | 2                                      | -                                      | ?                                      | -                                      | 2                                      | 0                                      |
| D                                      | Farid Boudebza                         | 29                                     | -                                      | ?                                      | -                                      | 29                                     | 0                                      |
| D                                      | Bernard Goueffic                       | 22                                     | -                                      | ?                                      | -                                      | 22                                     | 0                                      |
| D                                      | Branislav Kostić                       | 16                                     | 3                                      | ?                                      | -                                      | 16                                     | 3                                      |
| D                                      | Yves Lacaille                          | -                                      | -                                      | ?                                      | -                                      | 0                                      | 0                                      |
| D                                      | Yannick Plissonneau                    | 34                                     | -                                      | ?                                      | -                                      | 34                                     | 0                                      |
| D                                      | Patrick Vincent                        | 19                                     | -                                      | ?                                      | -                                      | 19                                     | 0                                      |
| M                                      | Ridha Ben Mustapha                     | 21                                     | -                                      | ?                                      | -                                      | 21                                     | 0                                      |
| M                                      | Didier Bourrelier                      | 12                                     | -                                      | ?                                      | -                                      | 12                                     | 0                                      |
| M                                      | Thierry Chevalier                      | 13                                     | 1                                      | ?                                      | -                                      | 13                                     | 1                                      |
| M                                      | Antoine Corgiatti                      | 7                                      | 1                                      | ?                                      | -                                      | 7                                      | 1                                      |
| M                                      | Dominique Dufoix                       | 29                                     | 6                                      | ?                                      | -                                      | 29                                     | 6                                      |
| M                                      | Richard Gisbert                        | 20                                     | 4                                      | ?                                      | -                                      | 20                                     | 4                                      |
| M                                      | Pascal Leroy                           | 17                                     | 1                                      | ?                                      | -                                      | 17                                     | 1                                      |
| M                                      | Philippe Massot                        | 30                                     | -                                      | ?                                      | -                                      | 30                                     | 0                                      |
| A                                      | Joël Auburtin                          | 10                                     | -                                      | ?                                      | -                                      | 10                                     | 0                                      |
| A                                      | Thierry Leroy                          | 9                                      | -                                      | ?                                      | -                                      | 9                                      | 0                                      |
| A                                      | Dominique Paris                        | -                                      | -                                      | ?                                      | -                                      | 0                                      | 0                                      |
| A                                      | Marcel Pons                            | 32                                     | 8                                      | ?                                      | -                                      | 32                                     | 8                                      |
| A                                      | Ramón Ramírez                          | 31                                     | 17                                     | ?                                      | -                                      | 31                                     | 17                                     |
| A                                      | Yann Roux                              | 3                                      | -                                      | ?                                      | -                                      | 3                                      | 0                                      |

## Supporters et affluences

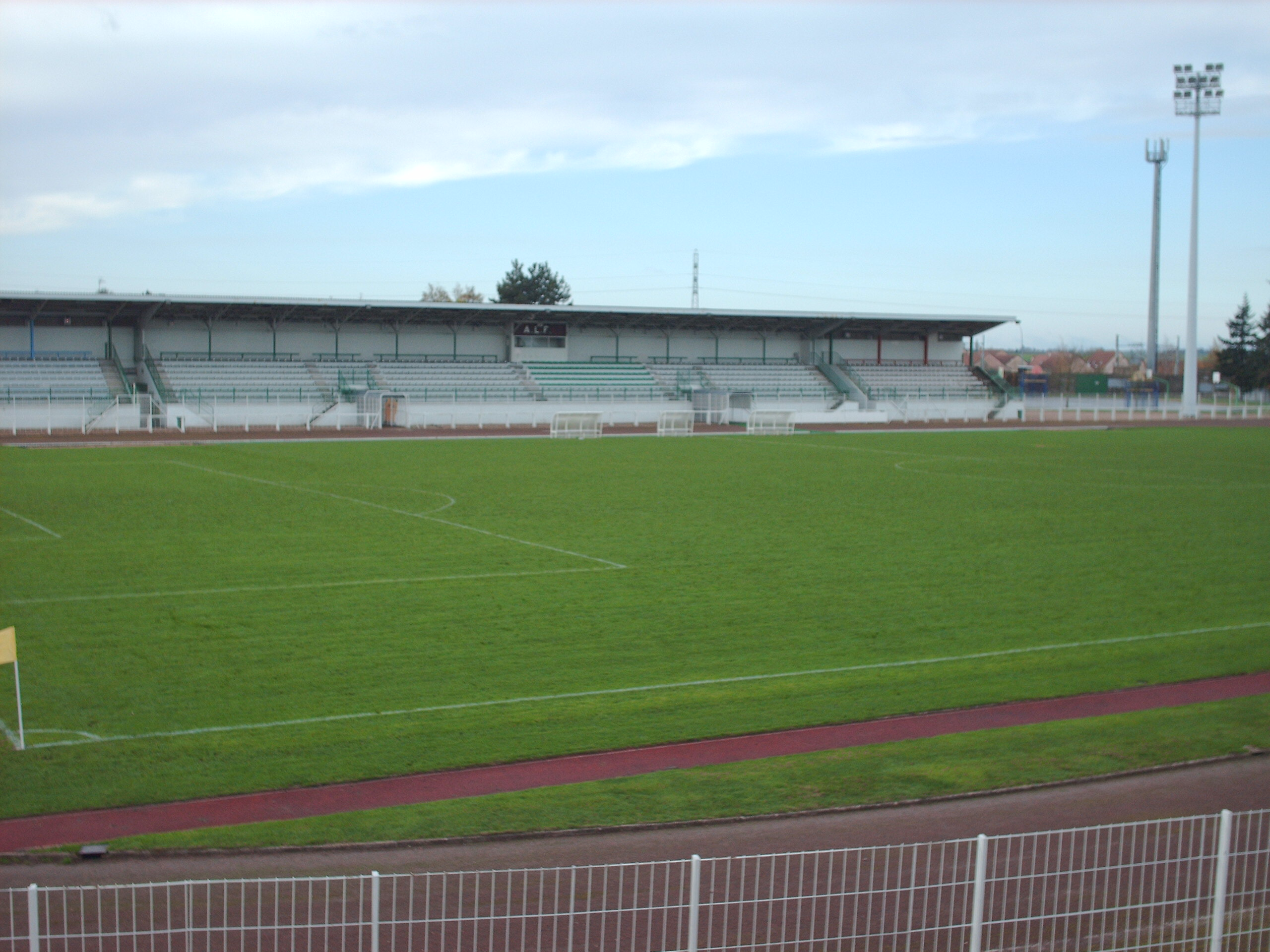
Tribune du Stade Jean-Boudrie.

Les affluences sont semblables à la saison précédente, autour de 1 700 spectateurs. Le début de saison satisfaisant de l'équipe lucéenne amène un nombre équivalent de personnes aux stades lors des deux premières journées. Le derby face à l'Arago Orléans est suivi par 3550 personnes pour le troisième match à domicile. Cette victoire ramène ensuite 2250 spectateurs pour la réception de Rouen, enchaînant deux des quatre meilleures affluences de la saison. La meilleures affluences arrivent deux réceptions plus tard et la venue du RC Lens, postulant à la montée (près de 3800 spectateurs). Jusqu'en fin de saison, les billetteries font ensuite baisser la moyenne, outre la venue de Brest, futur champion (2700 entrées), et un concurrent direct (Mulhouse, 1700 spectateurs) pour la dernière journée. La plus faible affluence est connu lors de la réception du relégable Boulogne pour l'antépénultième match à domicile.

## Autres équipes
Alors que l'Amicale de Lucé engage une cinquième équipe senior la saison précédente, cette dernière ne repart pas en 1978-1979. L'équipe D, promue en troisième division d'Eure-et-Loir, fait forfait général et ne termine pas son championnat. L'équipe C, au second échelon départemental, termine dernière de son groupe, avec deux matchs perdus par forfait. L'équipe réserve est la seule à obtenir de bons résultats. Elle connaît une troisième promotion consécutive en remportant le championnat de Division d'honneur de la Ligue du Centre, l'élite régional, et accède en Division 4 pour l'année suivante, donnant deux équipes nationales au club.
| Équipe                                                | Niveau        | Division    | Échelon  | Pos             | Pts    | J  | G  | N | P | Bp | Bc | Diff |
| ----------------------------------------------------- | ------------- | ----------- | -------- | --------------- | ------ | -- | -- | - | - | -- | -- | ---- |
| Équipe réserve                                        | régional      | DH          | 5e div.  | 1er/12          | 55 pts | 22 | 12 | 9 | 1 | 42 | 22 | +20  |
| Équipe C                                              | départemental | 2D - grp. 1 | 10e div. | 12e/12          | 25 pts | 22 |    |   |   |    |    |      |
| Équipe D                                              | départemental | 3D - grp. 2 | 11e div. | forfait général | 0 pts  |    |    |   |   |    |    |      |
| Victoire = 3 pts, match nul = 2 pts et défaite = 1 pt |               |             |          |                 |        |    |    |   |   |    |    |      |